# Conospermum
Genre
Classification APG II (2003)
Les Conospermum sont un genre de plante à fleurs de la famille des Proteaceae originaire d'Australie.

## Liste d'espèces
- C. acerosum
- C. amoenum
- C. boreale
- C. brachyphyllum
- C. bracteosum
- C. brownii
- C. burgessiorum
- C. caeruleum
- C. canaliculatum
- C. capitatum
- C. cinearum
- C. coerulescens
- C. crassinervium
- C. croniniae
- C. densiflorum
- C. distichum
- C. eatoniae
- C. ellipticum
- C. ephedroides
- C. ericifolium
- C. filifolium
- C. flexuosum
- C. floribundum
- C. galeatum
- C. glumaceum
- C. hookeri
- C. huegelii
- C. incurvum
- C. leianthum
- C. longifolium
- C. microflorum
- C. mitchellii
- C. multispicatum
- C. nervosum
- C. paniculatum
- C. patens
- C. petiolare
- C. polycephalum
- C. quadripetalum
- C. scaposum
- C. sigmoideum
- C. spectabile
- C. sphacelatum
- C. stoechadis
- C. taxifolium
- C. tenuifolium
- C. teretifolium
- C. toddii
- C. triplinervium
- C. undulatum
- C. unilaterale
- C. wycherleyi